# Стенґош
Стенґош (пол. Stęgosz, нім. Stengau) — село в Польщі, у гміні Жеркув Яроцинського повіту Великопольського воєводства.
Населення — 501 особа (2011).
У 1975-1998 роках село належало до Каліського воєводства.

## Демографія
Демографічна структура станом на 31 березня 2011 року:
|          | Загалом | Допрацездатний вік | Працездатний вік | Постпрацездатний вік |
| -------- | ------- | ------------------ | ---------------- | -------------------- |
| Чоловіки | 259     | 69                 | 167              | 23                   |
| Жінки    | 242     | 61                 | 140              | 41                   |
| Разом    | 501     | 130                | 307              | 64                   |